# الطاقة الشمسية في إيطاليا

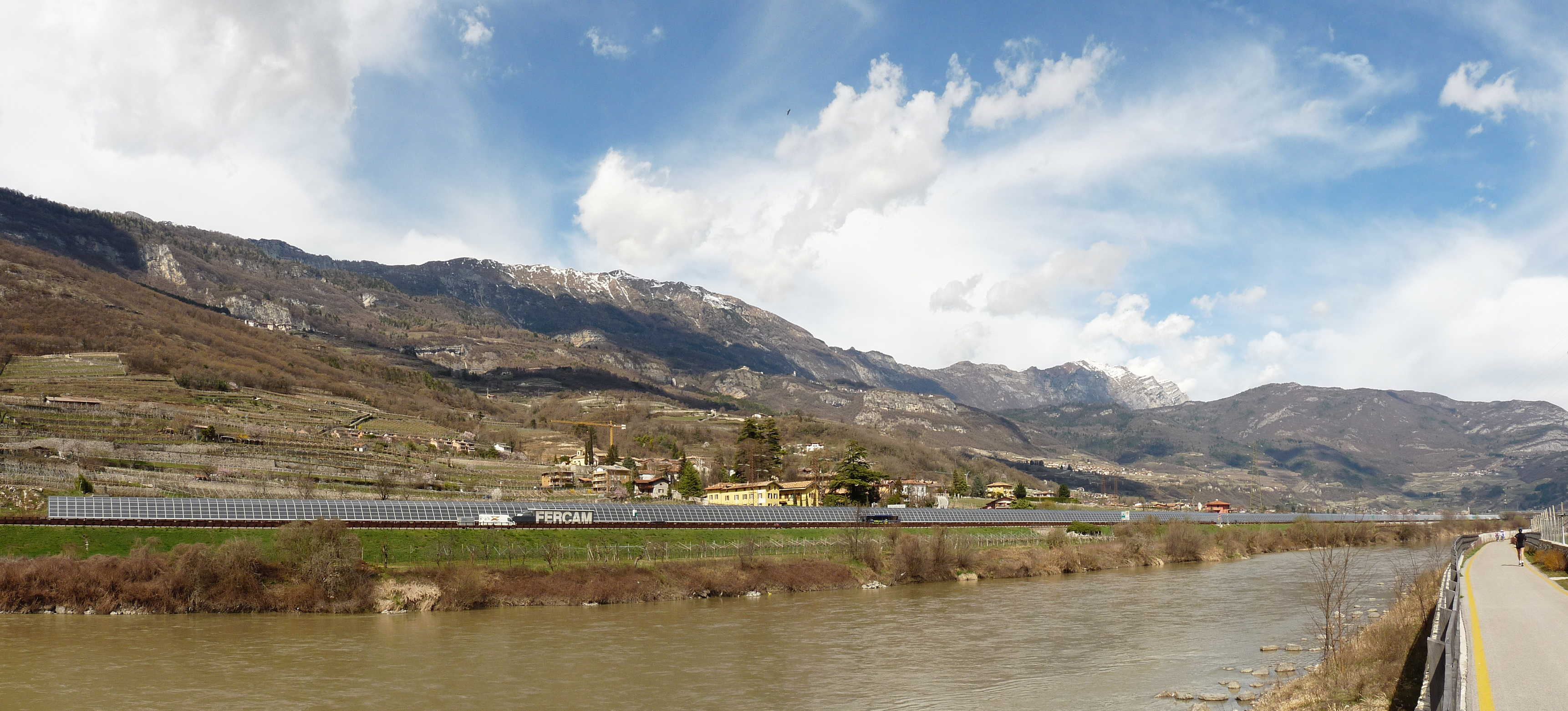

كانت إيطاليا في العقد الأول من الألفية الجديدة البلد الثالث بعد ألمانيا وإسبانيا الذي مرّ بازدهار غير مسبوق في التجهيزات الشمسية عقب الترويج النشط للطاقة الشمسية من خلال الحوافز الحكومية. أطلقت البلاد في يوليو 2005 برنامجها الأول «كونتو إينيرجيا» الداعم لتطوير الطاقة المتجددة، وانطلق النمو في التجهيزات الشمسية مباشرة، ولكن السنوات 2009-2013 هي التي شهدت ازدهارا في القدرة الاسمية المقررة لوحدات الطاقة الشمسية، وارتفعت تقريبا 15 ضعفا، ووصلت القدرة في نهاية عام 2012 لما يزيد عن 16 جيغا واط، وجاءت إيطاليا في المرتبة الثانية عالميا بعد ألمانيا، متقدمة على الدول المنافسة الرائدة الأخرى وهي الصين واليابان والولايات المتحدة.
شهد عام 2011 النمو الأعلى بقدرة 9 جيغا واط مضافة، قافزة بالبلاد إلى موقعها الرائد في ذلك الوقت. وكان لهذا الازدهار ما يشبهه في التجربة الإسبانية السابقة، رغم أن سنة الذروة لديها حصلت بعد ثلاث سنوات عقب ازدهار 2008 في إسبانيا. أسهمت هذه الذروة مع قطاع الطاقة الشمسية الإيطالية الأكثر تقدما بتحقيق قدرة شمسية أكبر بكثير بعد برنامجها بحوالي أربعة أضعاف القدرة الموجودة في إسبانيا في نهاية 2013. تباطأ نمو القدرة الشمسية بعد عام 2013 بسبب وقف برامج الدعم الحكومي. ومنذ حينها نمت الطاقة المقررة لوحدات الطاقة الشمسية السنوية بشكل ثابت بحدود 300-400 ميغا واط في السنة.
كانت الطاقة الشمسية مصدر 7% من الكهرباء المتولدة في إيطاليا خلال عام 2013، وأتت في المرتبة الأولى عالميا. وبحلول عام 2017 اقترب الرقم من 8%، وسبقته ألمانيا في أوروبا. تخطى عدد محطات الطاقة الشمسية المركبة في إيطاليا 730 ألفا بقدرة إجمالية تصل إلى 19.7 جيغا واط. وفي عام 2018 تخطت القدرة حد 20 جيغا واط، وأكدت 'إستراتيجية الطاقة الوطنية' (سين) المنشورة عام 2017 طموحها للوصول إلى 50 غيغا واط بحلول 2030. تنتج الطاقة الشمسية حاليا حوالي 26% من كل الطاقة المتجددة في البلاد، ووفر هذا القطاع عام 2013 مئة ألف وظيفة، خصوصا في التصميم والتجهيزات.
تعد محطة طاقة الألواح الضوئية مانتالتو دي كاسترو التي اكتملت عام 2010 أكبر محطة وحدات ضوئية في إيطاليا بقدرة 85 ميغا واط. ومن محطات التوليد بالوحدات الضوئية الكبيرة في إيطاليا محطة سان بيلينو (70.6 ميغا واط) وسيلينو سان ماركو (42.7 ميغا واط) وسانت ألبيرتو (34.6 ميغا واط).
بعيدا عن تقنية ألواح الطاقة الشمسية التقليدية، قد تنافس إيطاليا في المستقبل إسبانيا على دور البلد الأوربي الأول في تطوير تقنية الطاقة الشمسية المتركزة CSP، وتتطلب هذه التقنية إشعاعا شمسيا مباشرا أعلى لتعمل بكفاءة، الأمر الذي يبقي جزءا من البلاد فقط مناسبا لهذه التقنية؛ توفر المناطق الجنوبية وجزر صقلية وسردينيا ظروفا مناسبة لها، وقامت الحكومة الإيطالية باستثمارات كبيرة لنشر هذا التحسين. توجد اليوم ثلاث محطات قائمة تعمل في البلاد، الأولى هي محطة أركيميد الشمسية التي ركبت على جزيرة صقلية عام 2010 بقدرة 5 ميغا واط. يجري التخطيط للعديد من المشاريع التي ستضيف قدرة سنوية تبلغ 360 ميغا واط.

## وحدات الطاقة الشمسية
كانت القدرة المقررة في إيطاليا أقل من 100 ميغا واط قبل عام 2008، وتسارع النمو خلال عامي 2008 و2009 ليصل إلى أعلى من 1000 ميغا واط من القدرة المقررة، وتضاعف ثلاث مرات خلال عام 2010 ليتخطى 3000 ميغا واط. كانت سنة الازدهار البارزة في إيطاليا خلال عام 2011 عندما أضيف مايزيد عن 9000 ميغا واط من الطاقة الشمسية. يعود هذا الارتفاع الكبير والسريع في التجهيزات إلى برامج الدعم السخي لكونتو إينيرجيا خلال تلك السنوات. ربما قلل أحد برامج الدعم الأكثر استجابة الدعم بسرعة أكبر، وأدى إلى سرعة نمو أقل خلال 2011 لكنه نمو أقوى على المدى المتوسط.
في نهاية سنة الازدهار عام 2011 كانت إيطاليا في المرتبة الثانية عالميا من حيث القدرة المقررة بعد ألمانيا. غطت الطاقة الشمسية 2.6% من الكهرباء المتولدة في الاتحاد الأوربي و 6.7% من الكهرباء المتولدة في إيطاليا وهي الأعلى في أوروبا. وفي عام 2011 صنفت إيطاليا الأولى بالقدرة الشمسية المقررة من محطات الوحدات الضوئية، بما يقدر بأربعة أضعاف تقريبا من كمية الطاقة عام 2010. وفي نهاية عام 2010، أُنشئت 155977 محطة وحدات توليد شمسية بقدرة إجمالية مقدارها 3469.9 ميغا واط. وفي نهاية عام 2011 كان هناك 330196 وحدة بإجمالي 12773 ميغا واط. كانت المحطات تزداد في العدد والحجم كما يرى من الخطى المتسارعة لنمو الطاقة المقررة، مقارنة بأعداد التجهيزات الأولية.
تباطأ النمو بعد عام 2011 بعد مراجعة البرامج على فترات متقطعة بدلا من تدخلات وقتية معتمدة على التكلفة والتوزع. أضافت إيطاليا عام 2012 قدرة جديدة تبلغ 3.4 جيغا واط تقريبا، وهو رقم أقل من عام 2011 لكنه بقي ارتفاعا كبيرا في سياق تطور الطاقة الشمسية في ذلك العام. وجد تقرير لبنك دوتشي عام 2013 أن الطاقة الشمسية وصلت مسبقا إلى مرحلة التعادل في الشبكة في إيطاليا. ومع انتهاء برامج كونتو إينيرجيا في يوليو 2013، انخفض النمو بشكل كبير. ومع ذلك، بقي نمو القدرة السنوي ثابتا عند حوالي 2% في السنة أو 300-400 ميغا واط في السنة حتى 2018. ساهمت وحدات الطاقة الشمسية المنزلية الخاضعة لتخفيضات الضرائب بالكثير من هذا النمو ومثلت 40-50 % من القدرة الجديدة في عامي 2017-2018 لوحدهما. في عام 2017، رُكبت محطة الطاقة الشمسية المجانية التشجيعية بقدرة 63 ميغا واط، ثم أخرى بقدرة 30 ميغا واط في عام 2018. وفي نهاية عام 2018، تخطت القدرة المقررة في إيطاليا عتبة 20 جيغا واط للمرة الأولى. وكانت وحدات الطاقة الشمسية في عام 2018 مسؤولة عن 7.9% من الطلب الكهربائي، جاعلة من إيطاليا رائدة رئيسية في توليد الطاقة الشمسية وتطويرها.

### آفاق مستقبلية
وضعت «إستراتيجية الطاقة الوطنية» المنشورة عام 2017، ومقترح «الخطة الوطنية المتكاملة للطاقة والمناخ» المنشور في ديسمبر 2018 هدفا بالوصول إلى 50 جيغا واط من الطاقة المقررة المتولدة عن وحدات الطاقة الشمسية بحلول عام 2030. وهذا جزء من إستراتيجية للحصول على 30% من الاستهلاك النهائي الإجمالي للطاقة من مصادر طاقة متجددة بحلول عام 2030، وهو قياس لا يشمل الطاقة الكهربائية فحسب، ولكن كل الطاقة المستهلكة في إيطاليا. وينتظر قطاع الطاقة الشمسية مرسوما جديدا بخصوص مصادر الطاقة المتجددة، وإن أقر سيدعم صيانة المحطات الحالية وتقويتها وتجديدها، وسيدعم إجراءات جديدة لإفادة وحدات الطاقة الشمسية المنزلية.